# Circuit pneumàtic
Un circuit pneumàtic és un conjunt de components interconnectats que converteixen un gas comprimit (normalment aire) en treball mecànic. En el sentit normal del terme, el circuit ha d'incloure un compressor o un tanc alimentat per un compressor.

## Components

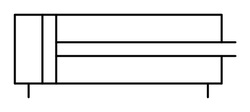
Esquema d'un cilindre

El circuit pneumàtic comprèn els següents components:
- Components actius.
  - Compressor
- Línies de transmissió
  - Tanc d'aire. Emmagatzemen aire comprimit. La seva utilitat consisteix a tenir quantitats d'aire en diferents moments sense necessitat d'engegar el compressor cada vegada que les necessitem.
  - Conductes pneumàtics. Transporten l'aire a pressió enclaustrat per l'espai. Estan construïts de materials rígids o flexibles, resistents a la pressió, i estancs.
  - Atmosfera oberta (per retornar el gas utilitzat al compressor)
  - Vàlvules
- Components passius o actuadors. Converteixen energia de pressió en moviment, lineal o circular. Cilindres pneumàtics i motors pneumàtics són els dos grups de components passius.
- Elements auxiliars. La seva funció és condicionar l'aire atmosfèric per optimitzar el funcionament del circuit i allargar-ne la durada. Com ara deshumidificadors, filtres de neteja de l'aire i lubricants. També en són destacables les unions mecàniques, entre elements del circuit o entre unitats dels conductes.

## Exemples de circuits pneumàtics

### Sistemes de frenada.

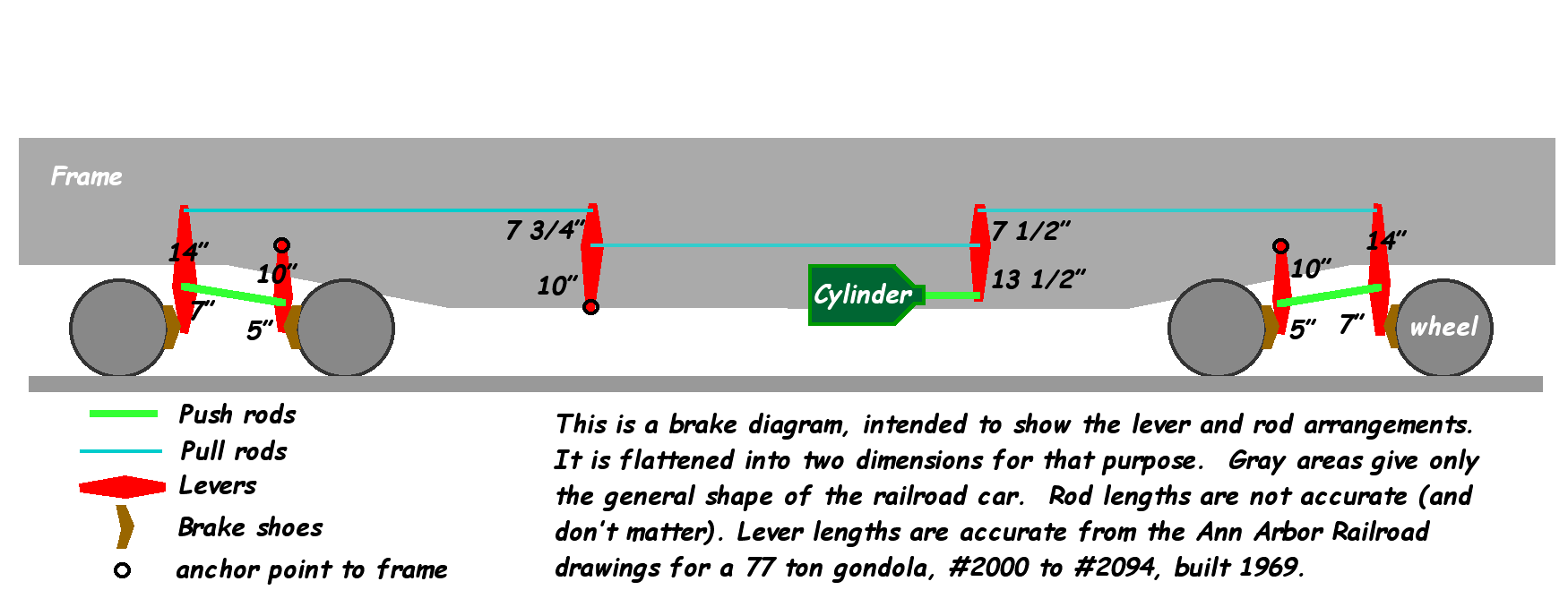
Diagrama de frenada pneumàtica en vagó de tren

Des de la invenció de vehicles motoritzats hom trobà la necessitat d'auxiliar els sistemes de frenada mecànica amb esforços proporcionats per fluids a pressió, com ara l'aire. Els trens i les locomotores per causa de la seva gran inèrcia han tingut un ús extensiu de sistemes de frenada pneumàtics. Posteriorment els camions van adquirir aquest sistema.
Els següents aparells operen gràcies a gasos comprimits, tot i que no solen ser imaginats com a part de circuits pneumàtics:
- Pistoles
- Coets
- Frigorífics
- Motors de combustió interna
- Escafandres